# ATP de Tel Aviv
O ATP de Tel Aviv – ou Tel Aviv Watergen Open, atualmente – é um torneio de tênis profissional masculino, de nível ATP 250.
Realizado em Tel Aviv, oeste de Israel, estreou em 1979, teve dois hiatos, sendo o segundo de 26 anos, e voltou em 2022. Os jogos são disputados em quadras duras cobertas durante o mês de setembro.

## Finais

### Simples
| Ano                                                                                              | Campeão             | Vice-campeão         | Resultado          |
| ------------------------------------------------------------------------------------------------ | ------------------- | -------------------- | ------------------ |
| Torneio não realizado em 2023 por questões de segurança referentes ao conflito israelo-palestino |                     |                      |                    |
| 2022                                                                                             | Novak Djokovic      | Marin Čilić          | 6–3, 6–4           |
| Torneio não realizado entre 2021 e 1997                                                          |                     |                      |                    |
| 1996                                                                                             | Javier Sánchez      | Marcos Ondruska      | 6–4, 7–5           |
| 1995                                                                                             | Ján Krošlák         | Javien Sánchez       | 6–4, 6–2           |
| 1994                                                                                             | Wayne Ferreira      | Amos Mansdorf        | 7–64, 6–3          |
| 1993                                                                                             | Stefano Pescosolido | Amos Mansdorf        | 7–65, 7–5          |
| 1992                                                                                             | Jeff Tarango        | Stephane Simian      | 4–6, 6–3, 6–4      |
| 1991                                                                                             | Leonardo Lavalle    | Christo van Rensburg | 6–2, 3–6, 6–3      |
| 1990                                                                                             | Andrei Chesnokov    | Amos Mansdorf        | 6–4, 6–3           |
| 1989                                                                                             | Jimmy Connors       | Gilad Bloom          | 2–6, 6–2, 6–1      |
| 1988                                                                                             | Brad Gilbert        | Aaron Krickstein     | 7–5, 6–3, 3–6, 6–2 |
| 1987                                                                                             | Amos Mansdorf       | Brad Gilbert         | 3–6, 6–3, 6–4      |
| 1986                                                                                             | Brad Gilbert        | Aaron Krickstein     | 7–5, 6–2           |
| 1985                                                                                             | Brad Gilbert        | Amos Mansdorf        | 6–3, 6–2           |
| 1984                                                                                             | Aaron Krickstein    | Shahar Perkiss       | 6–4, 6–1           |
| 1983                                                                                             | Aaron Krickstein    | Christoph Zipf       | 7–6, 6–3           |
| Torneio não realizado em 1982                                                                    |                     |                      |                    |
| 1981                                                                                             | Mel Purcell         | Per Hjertquist       | 6–1, 6–1           |
| 1980                                                                                             | Harold Solomon      | Shlomo Glickstein    | 6–2, 6–3           |
| 1979                                                                                             | Tom Okker           | Per Hjertquist       | 6–4, 6–3           |

### Duplas
| Ano                                                                                          | Campeãs                           | Vice-campeões                       | Resultado     |
| -------------------------------------------------------------------------------------------- | --------------------------------- | ----------------------------------- | ------------- |
| Torneio cancelado em 2023 por questões de segurança referentes ao conflito israelo-palestino |                                   |                                     |               |
| 2022                                                                                         | Rohan Bopanna Matwé Middelkoop    | Santiago González Andrés Molteni    | 6–2, 6–4      |
| Torneio não realizado entre 2021 e 1997                                                      |                                   |                                     |               |
| 1996                                                                                         | Marcos Ondruska Grant Stafford    | Noam Behr Eyal Erlich               | 6–3, 6–2      |
| 1995                                                                                         | Jim Grabb Jared Palmer            | Kent Kinnear David Wheaton          | 6–4, 7–5      |
| 1994                                                                                         | Lan Bale John-Laffnie de Jager    | Jan Apell Jonas Björkman            | 6–7, 6–2, 7–6 |
| 1993                                                                                         | Sergio Casal Emilio Sánchez       | Mike Bauer David Rikl               | 6–4, 4        |
| 1992                                                                                         | Mike Bauer João Cunha e Silva     | Mark Koevermans Tobias Svantesson   | 6–3, 6–4      |
| 1991                                                                                         | David Rikl Michiel Schapers       | Javier Frana Leonardo Lavalle       | 6–2, 6–7, 6–3 |
| 1990                                                                                         | Nduka Odizor Christo van Rensburg | Ronnie Båthman Rikard Bergh         | 6–3, 6–4      |
| 1989                                                                                         | Jeremy Bates Patrick Baur         | Rikard Bergh Per Henricsson         | 6–1, 4–6, 6–1 |
| 1988                                                                                         | Roger Smith Paul Wekesa           | Patrick Baur Alexander Mronz        | 6–3, 6–3      |
| 1987                                                                                         | Gilad Bloom Shahar Perkiss        | Wolfgang Popp Huub van Boeckel      | 6–2, 6–4      |
| 1986                                                                                         | John Letts Peter Lundgren         | Christo Steyn Danie Visser          | 6–3, 3–6, 6–3 |
| 1985                                                                                         | Brad Gilbert Ilie Năstase         | Michael Robertson Florin Segărceanu | 6–3, 6–2      |
| 1984                                                                                         | Peter Doohan Brian Levine         | Colin Dowdeswell Jakob Hlasek       | 6–3, 6–4      |
| 1983                                                                                         | Colin Dowdeswell Zoltán Kuhárszky | Peter Elter Peter Feigl             | 6–4, 7–5      |
| Torneio não realizado em 1982                                                                |                                   |                                     |               |
| 1981                                                                                         | Van Winitsky Steve Meister        | John Feaver Steve Krulevitz         | 3–6, 6–3, 6–3 |
| 1980                                                                                         | Steve Krulevitz Per Hjertquist    | Eric Fromm Cary Leeds               | 7–6, 6–3      |
| 1979                                                                                         | Tom Okker Ilie Năstase            | Mike Cahill Colin Dibley            | 7–5, 6–4      |